# Somellera (premetro de Buenos Aires)
Somellera es una estación tranviaria del premetro que forma parte de la red de subterráneos de Buenos Aires. Pertenece al ramal que une la estación Intendente Saguier, con las estaciones Centro Cívico y General Savio.

## Inauguración
Se inauguró el 27 de agosto de 1987, junto con las otras estaciones del Premetro.

## Ubicación
Se ubica en la intersección de la avenida Mariano Acosta y la calle Somellera, en el barrio porteño de Villa Soldati. Se halla a pocos metros del taller Mariano Acosta del Premetro. 